# Bufumbira

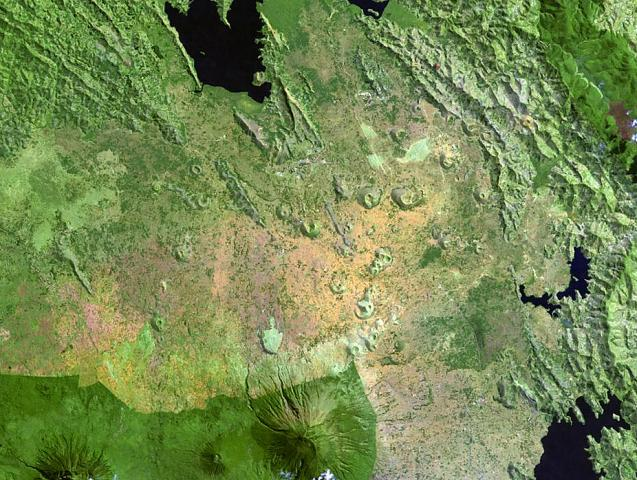
Satelitní snímek vulkanického pole Bufumbira v jihozápadní Ugandě

Bufumbira je menší vulkanické pole, sestávající ze skupiny čtyřiceti struskových kuželů, ležící v Ugandě, směrem na sever od velkých stratovulkánů pohoří Virunga. Pro horniny pole Bufumbira je typický vysoký obsah draslíku.